# Carl Urban Hjärne
Carl Urban Hjärne,  född den 31 oktober 1703, död den 17 februari 1786 på Löfstaholm i Uppland, var en svensk vitter författare med titeln kammarherre.

## Biografi
Carl Urban Hjärne var son till Urban Hjärne i dennes tredje äktenskap, med Elisabet Cederström, dotter till Carolus Carlsson och dotterdotter till Olaus Swebilius.
Hjärne uppträdde 1730 med en fosterländsk-konungsk festdikt och var under 1730- och 1740-talen en av de flitigaste författarna av versifierade högtidstal (fyra sådana är omtryckta i Hansellis samling, del  3). År  1742 utgav han en samling av 99 psalmer under titeln Spena-barnas innerliga rök-offer (ofta omtryckt, senast 1893). Han synes även strött omkring sig smärre världsliga dikter och visor. Det är sannolikt denne Hjärne, som fru Nordenflycht åsyftar och med beröm omtalar i sin revy av "de svenske poeter". 
Hjärne var gift med Sofia Krüger, en borgardotter från Stockholm. Genom deras son Carl blev han stamfar för den nu levande grenen av ätten. Även hans äldre halvbror, kaptenen Johan Hjärne (1696–1737) och hans yngre bror, bergsrådet Erland Fredrik Hjärne, framträdde som vitterlekare; likaså Gustaf Adolf Hjärne.